# 北条鹿島
北条鹿島（ほうじょうかしま）は、愛媛県松山市北条地区（旧・北条市）の沖合いにある島。瀬戸内海国立公園（昭和31年5月認定）に属し、単に鹿島（かしま）とも呼ばれる。

## 概要
北条港から渡船に乗って約3分（ひとり往復210円駐車場完備）で渡ることができ、かつて伊予の江ノ島と呼ばれ、島には野生のキュウシュウジカが生息している。
また、毎年5月3日に鹿島神社の祭礼として愛媛県指定無形民俗文化財に指定されている櫂練り（かいねり）が、翌4日には大注連縄張替えが行われる。
島内の飲食施設「太田屋」では、名物の鯛めしを食べることができ、その鯛めしの由来は、神功皇后が三韓征伐に先立って鹿島に立ち寄った際に、戦勝祈願として鯛めしが出されたことであるという言い伝えがある。
山頂の展望台はNPO法人地域活性化支援センターにより、恋人の聖地サテライトに認定されていて。そのモニュメントが設置され、幸せの鐘を鳴らすことができる。

## 地理

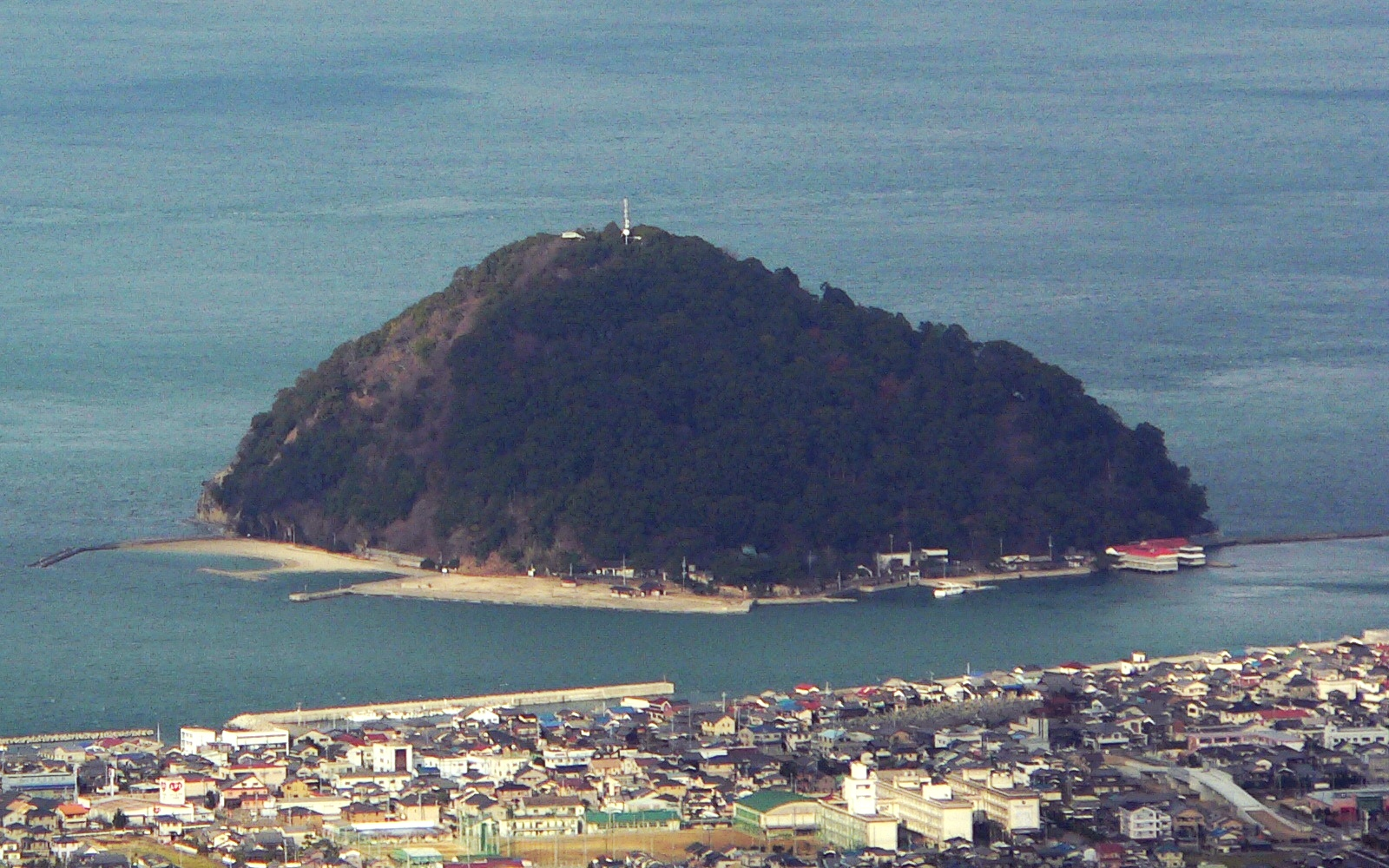
北条市街地から見た北条鹿島

松山市北条地区（旧・北条市）の沖合400mにあり、周囲1.5kmの島で沿岸沿い（赤灯台の防波堤から先と海水浴場から先は落石の危険のため通行止め）と標高113.8mの山頂まで遊歩道がある。島全体に暖地性常緑照葉樹が繁茂し、約260種の植物が生息している。また、鹿島の野生シカは愛媛県指定の天然記念物であり、一部の個体は保護飼育されている。
なお、山頂には展望台と、神功皇后にまつわる遺跡「御野立の巌（おのだちのいわお）」があり、中腹の二之段には城址の石積みが残り、海岸沿いにはキャンプ場、バーベキュー場、海水浴場、旅館、売店のほか、鹿島の周囲を航行する周遊船も運行している。

## 歴史
仲哀天皇の后・神功皇后は西征の途中に軍船を風早郷の鹿島に止め軍備を整えた。このとき島の東部中腹、二之平に仮宮を設けたといわれ、このところを今も皇后の局と呼ばれている。島の東北海岸一帯は大津地と呼ばれ、昔港のあったところといわれている。神功皇后は髪洗磯に立ち、御姿を整え、旅装になると鹿島山頂の御野立の巌に立ち弓に矢をつかえ沖へ放ち戦勝を祈願し、大津地の湊を出発したと伝えられている。

## 施設

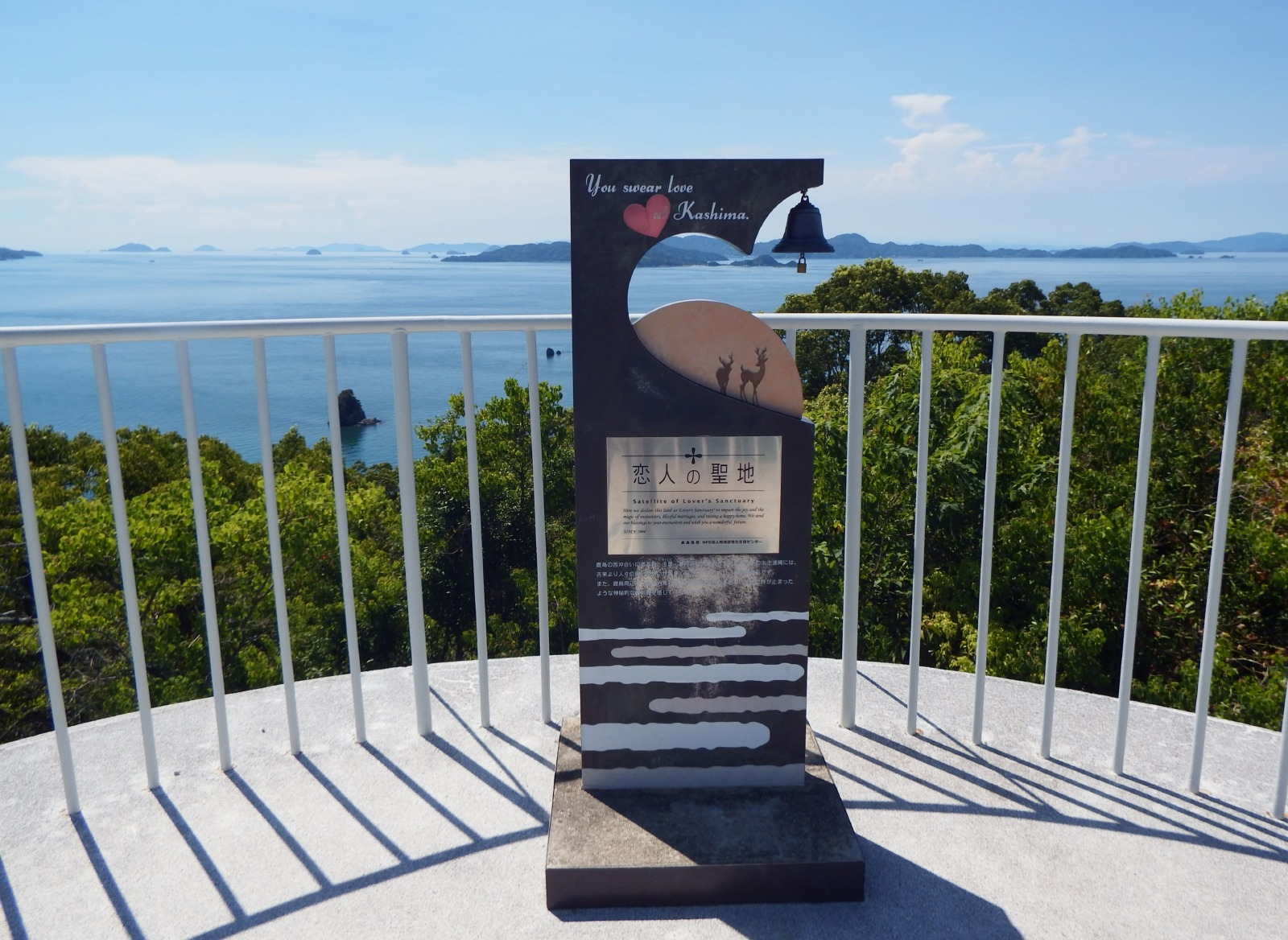
頂上展望台 恋人の聖地

- かしまーる（鹿島博物展示館）：北条地区の自然や文化についての展示。年中無休。観覧無料。
- 鹿園（鹿塚）、新鹿園の二カ所：生きた鹿が数十匹飼育されている。
- 東より太田屋、鹿嶋たま屋、渡船事務所、無料休憩所、渡部商店、鹿島レストハウス、
- 鹿島神社：主祭神は武甕槌命（たけみかづちのみこと）、経津主神（ふつぬしのかみ）、事代主神（ことしろぬしのかみ）。神功皇后が三韓征討の途中に立ち寄り武甕槌神、経津主神を勧請奉斎した神社で戦勝と道中の安全を祈願し出陣したとの伝承で、以降、武家が尊崇し、安政5年2月16日松山藩主松平隠岐守が参拝以来、例年初穂米を献上されていた。明治9年9月20日に村社に列し、同44年に事代主神を合祀した。 
  - 境内社　龍神社(高龗神・闇龗神、むかし寒戸島に祀った龍神を1955年に本宮の右へ遷座）。右へ三穂神社、要石（地底にいる大鯰の頭を鹿島神がこの石で押さえ地震を防いでいた）、厳島神社（市杵島比売命）。
  - 鹿島神社御旅所：北条港の東岸にある。
- キャンプ場：野外ステージ、炊事棟、多目的トイレ。無料、予約不要。
- 海水浴場：脱衣場、シャワー場

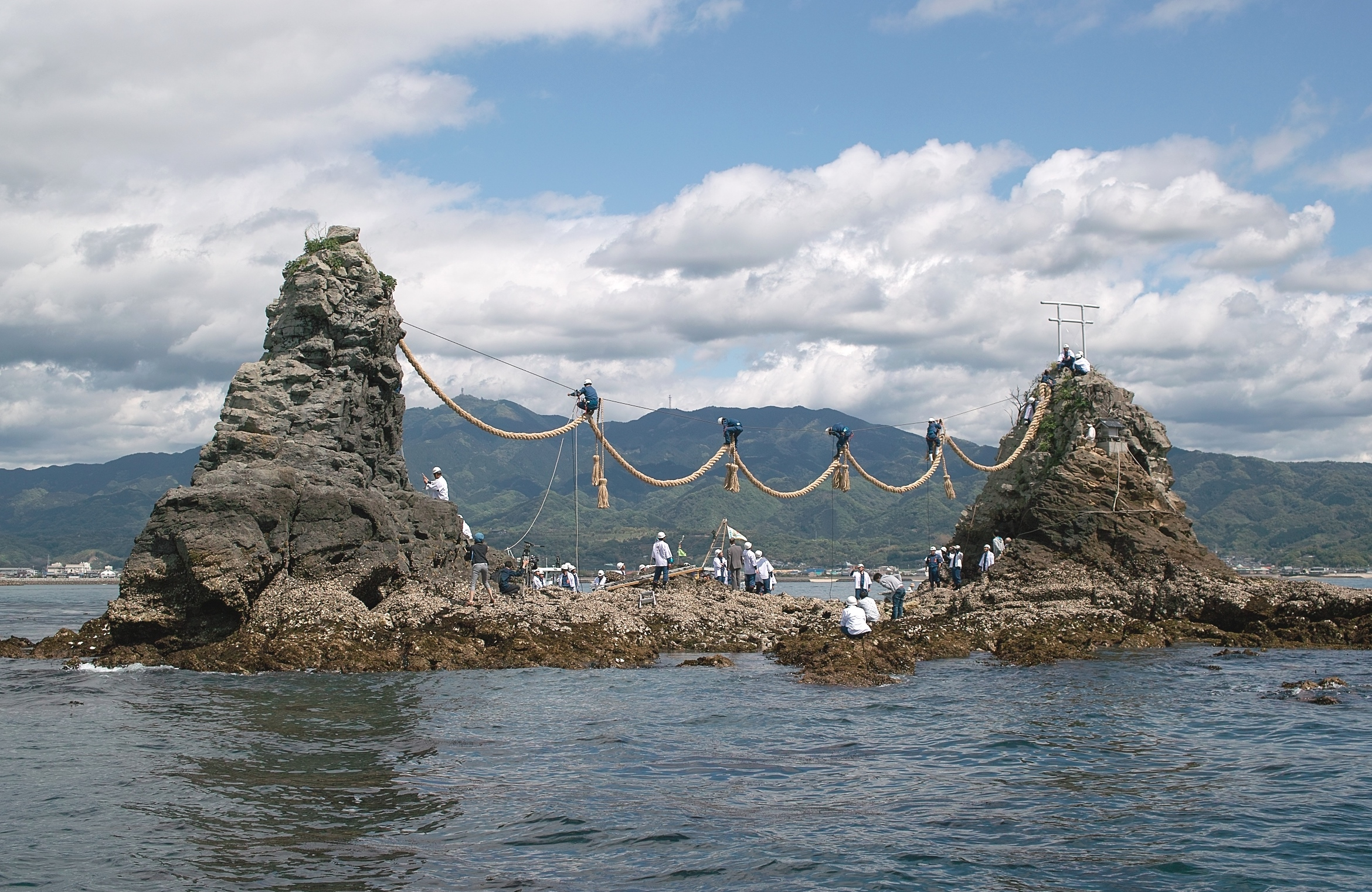
伊予の二見　玉理島・寒戸島

- 伊予の二見：鹿島の西沖合いにある岩、玉里島・寒戸島（ぎょくりしま、かんどしま）は三重県二見の夫婦岩に似ていることから「伊予の二見」[6]と呼ばれる。毎年5月4日に、鹿島祭りの一つの伝統行事として、北条かざはや振興会の手によって大注連縄の張替えが行われている[7]。言い伝えによると、1185年、この地を支配していた河野氏が屋島の戦いに参戦するに当たり、伊予の二見に注連縄を張って戦勝祈願をしたところ、源氏方が勝利し、河野氏の武勇を天下に知らしめるところとなったという。これにちなみ、1957年（昭和32年）に復活させたもの。海上安全、五穀豊穣、大漁を祈願して行われる。当日は張替えの模様を見物する客を乗せた船も多数繰り出す。
- 登山口（渡船桟橋後方）より登山道で山頂へ（徒歩約20分）
  - 二之段（鹿島城跡：中世の河野氏の古城跡で最後の城主は来島通総であったが豊後国森に転封され廃城となる）
  - 御野立の巌
  - 山頂展望台（恋人の聖地モニュメント、幸せの鐘）
  - NHK/RNB中継アンテナ、そのフェンス脇に四等三角点。

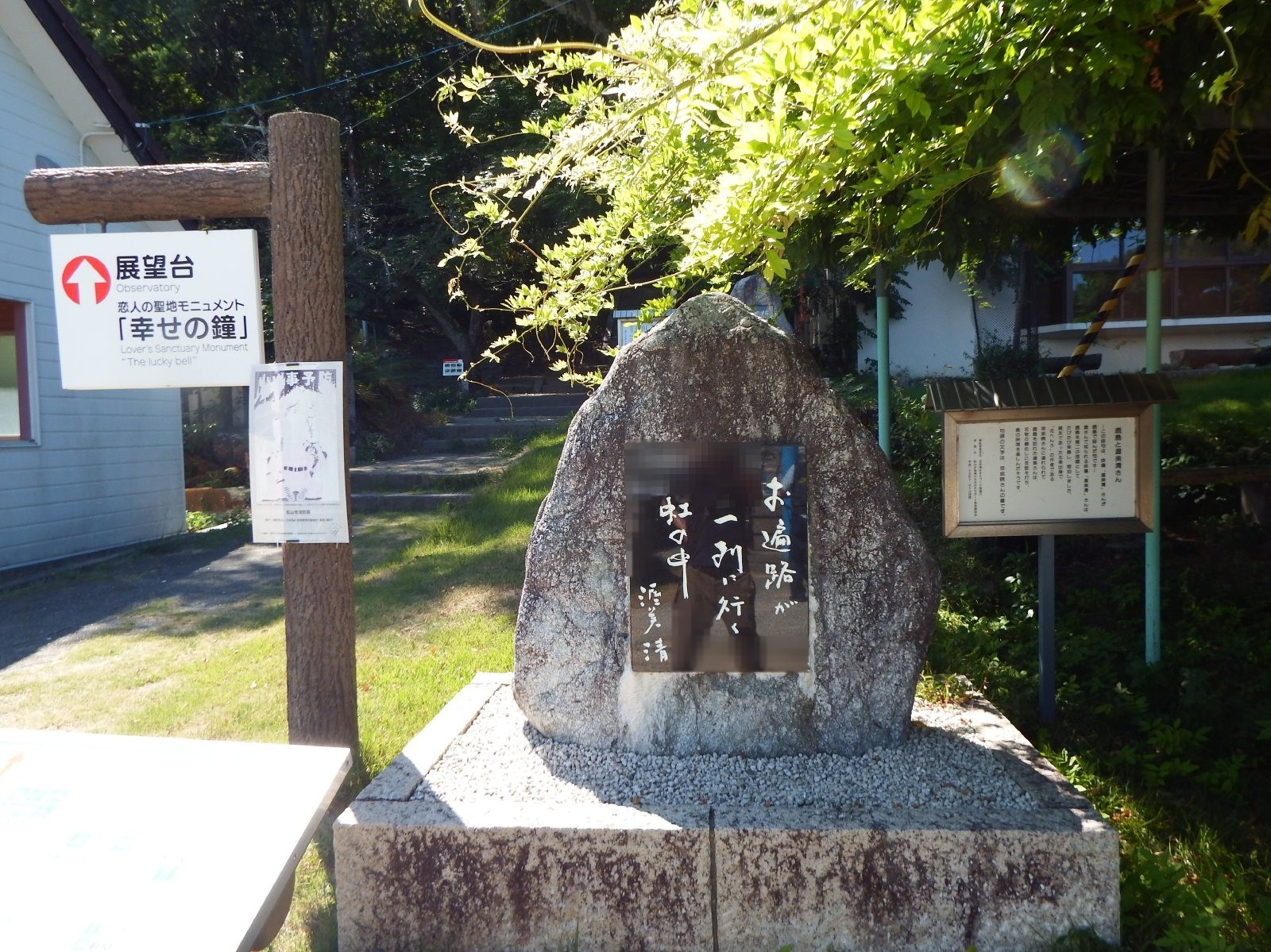
山頂への登山口　渥美清の句碑

- 句碑・歌碑（東側から西回りに表示）

仙波花叟「腰折といふ名もをかし春の山」、松岡凡草「枯園や昔行幸（みゆき）の水の音」、尾崎迷堂「春立つや神うつそみのわたの潮」、瀬戸丸毛人「浪風に痩せゆく巌や石蕗（つわ）の花」、山口草堂「しつかなる昴（たか）ふり月の鯔（ぼら）跳ねし」、渥美清「お遍路が一列に行く虹の中」、早坂暁「昭和とはどんな眺めぞ旅遍路」、村上霽月「神威かつて斧入らしめず嶋茂る」、村上壺天子「妻恋の鹿や木の間の二十日月」「舟虫の遊べるに吾も遊ぶかな」、村上霽月「御野立の巌や薫風二千年」、富安風生「きりぎしにすがれる萩の命はも」、柳原極堂「舟涼し朝飯前の島めぐり」、松永鬼子坊「この嶋に起き来る潮や初日影」、吉井勇「巌ありて天つ日ありて海ありて伊予の二見はかしこかりけり」、三由淡紅「裏山にひびく神鼓や青嵐」、壺中「夕焼けに輝く波や伊予二見」、松根東洋城「鹿に聞け潮の秋するそのことは」

## ギャラリー

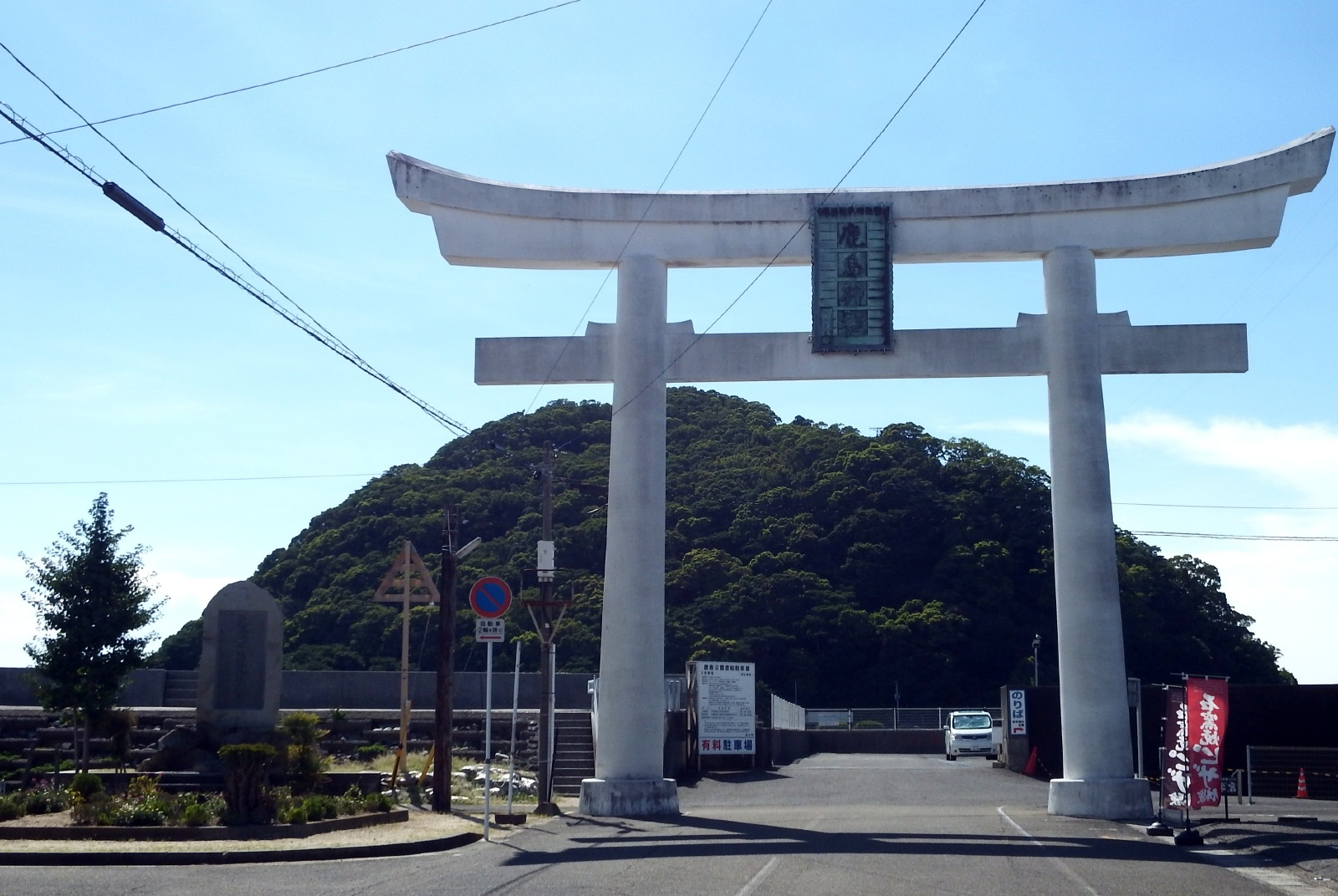
大鳥居（北条港）
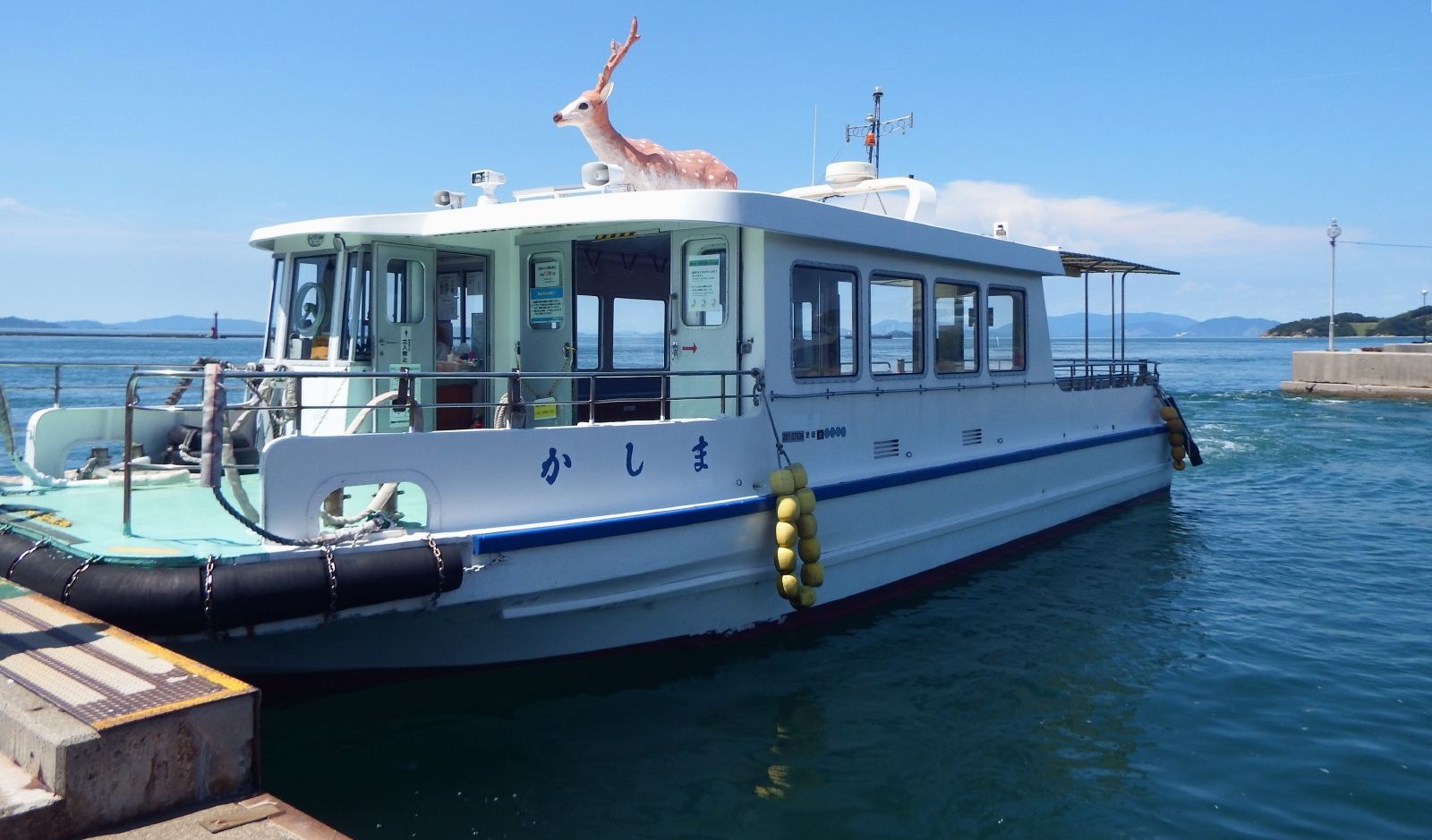
渡船（北条港）
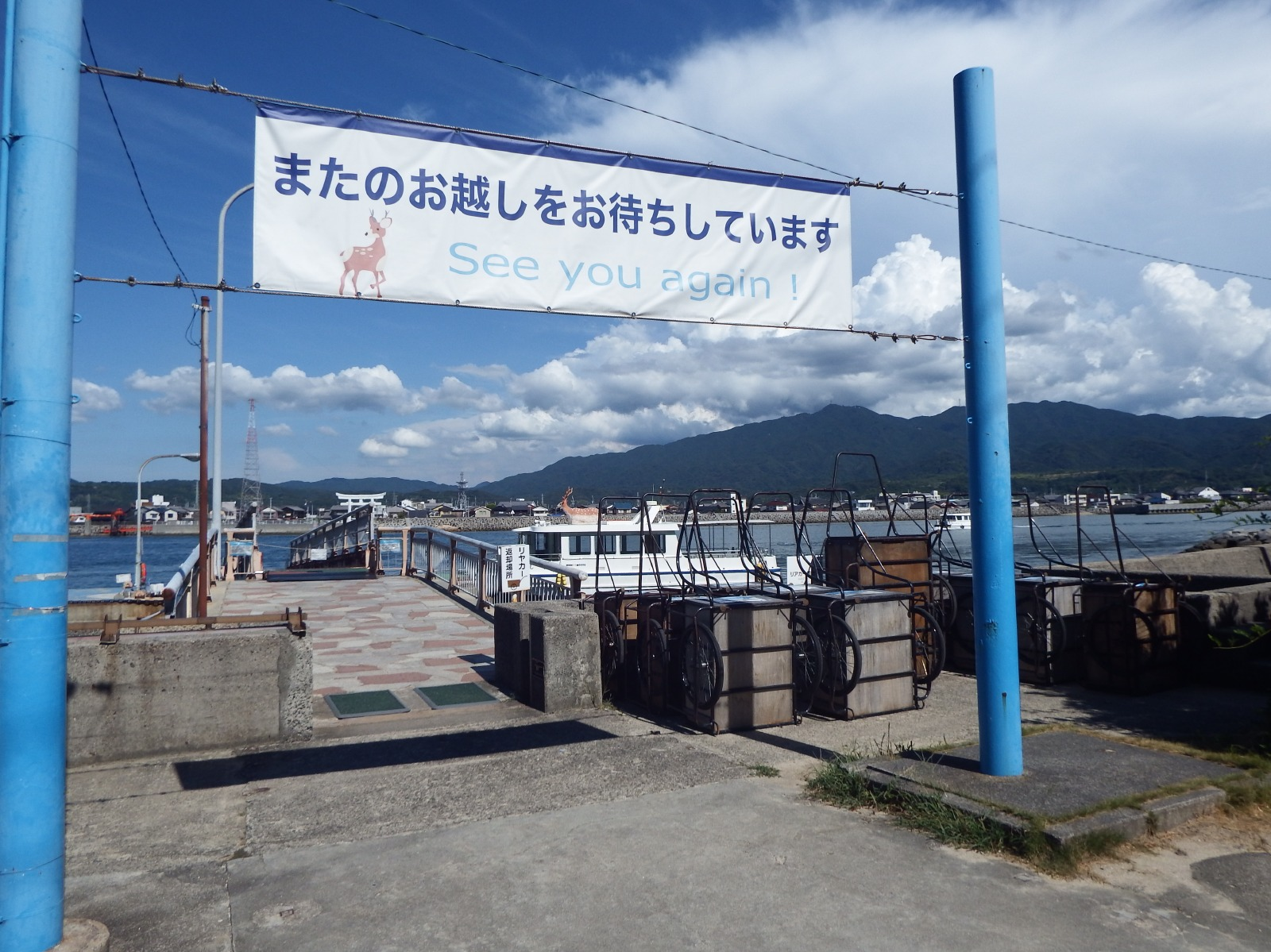
渡船桟橋（鹿島港）
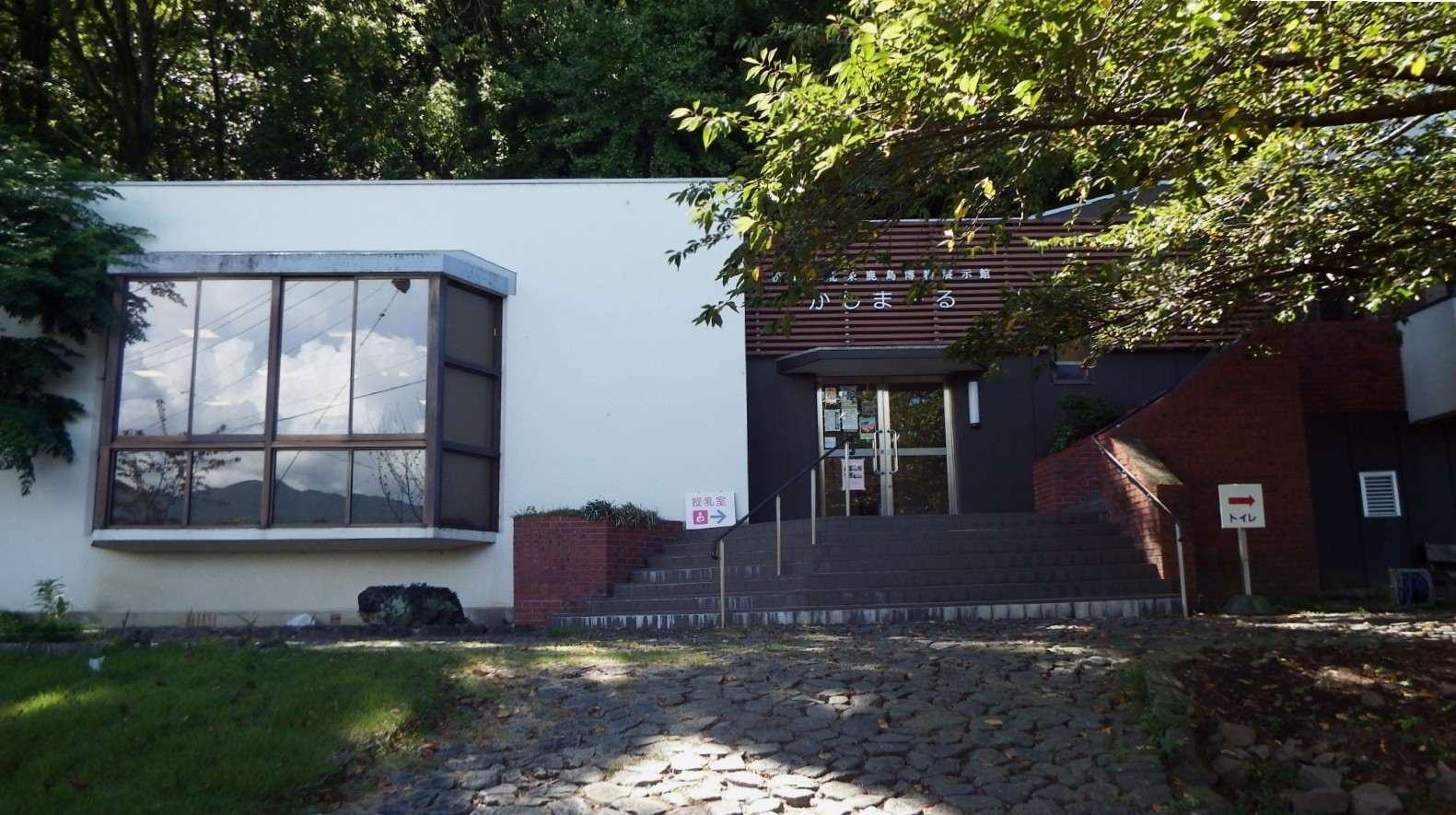
かしまーる
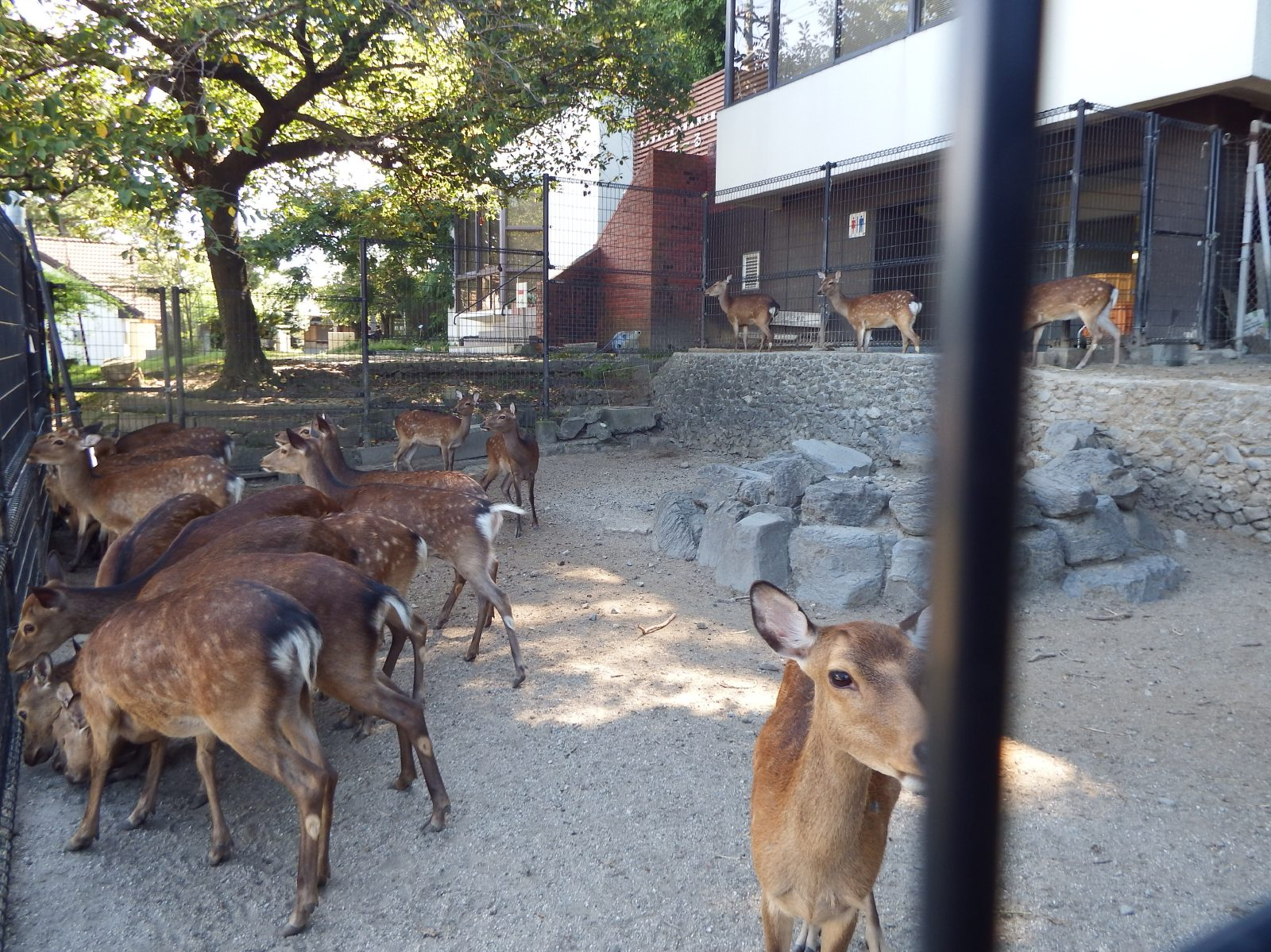
鹿園
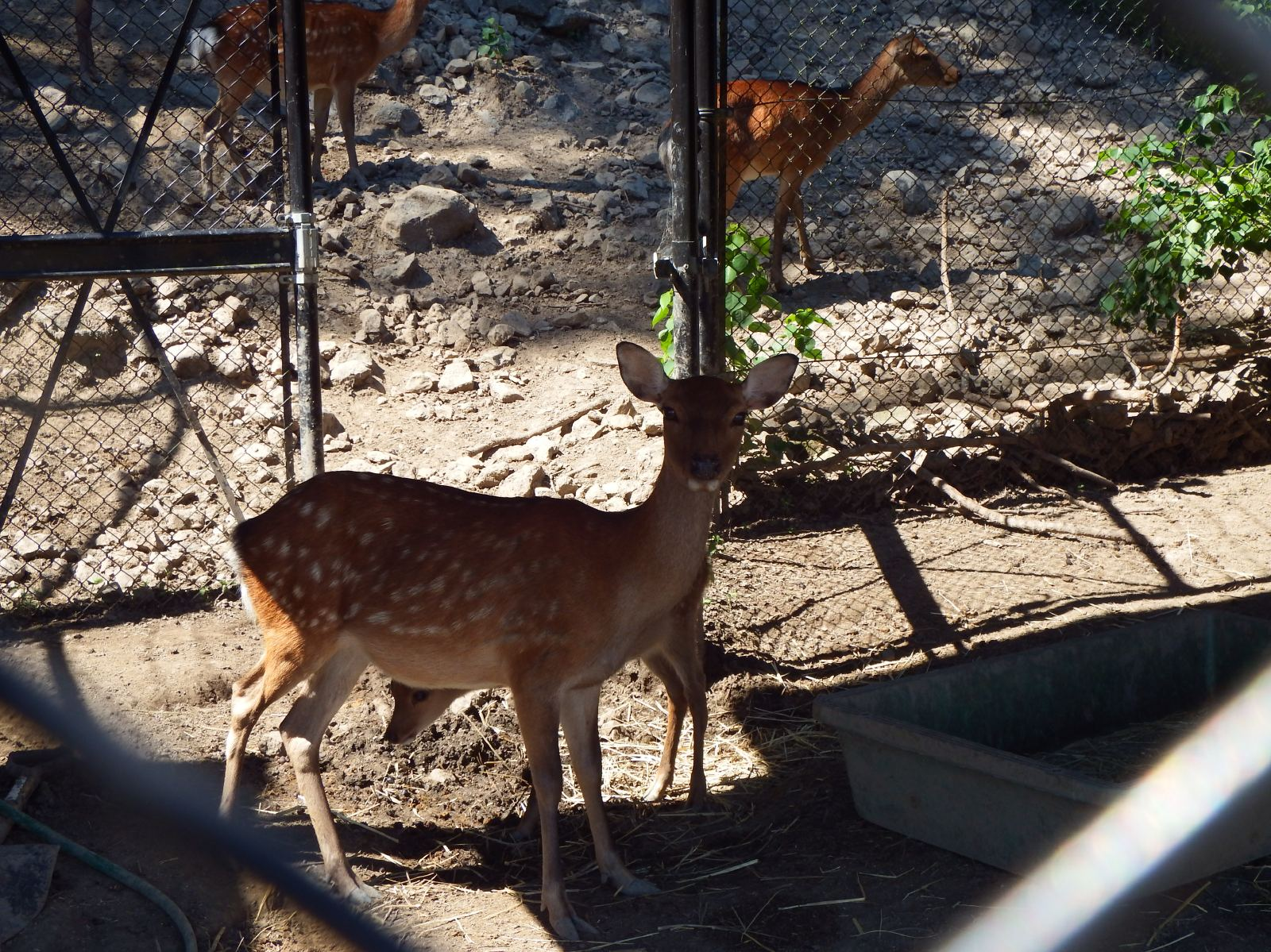
新鹿園
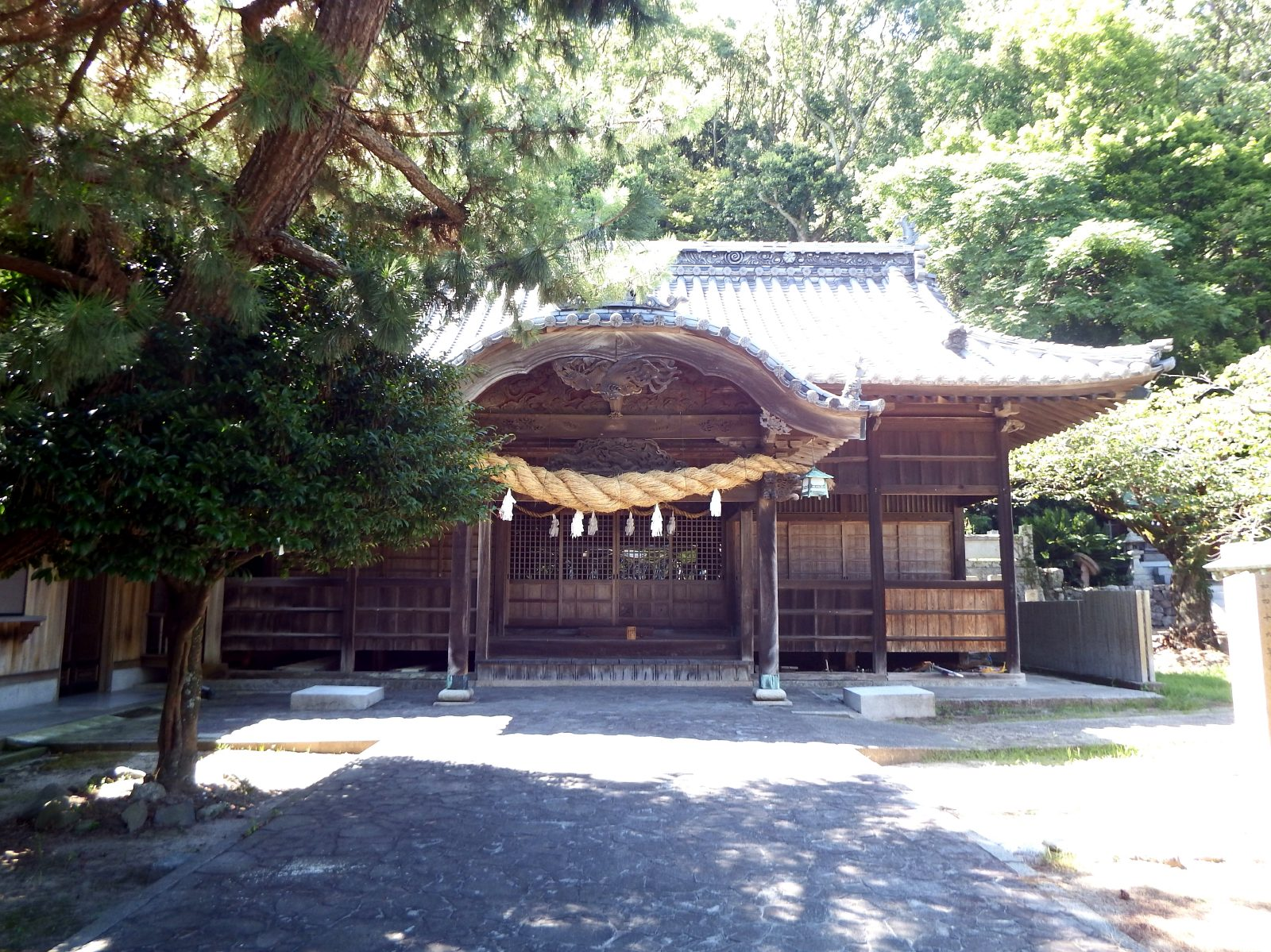
鹿島神社
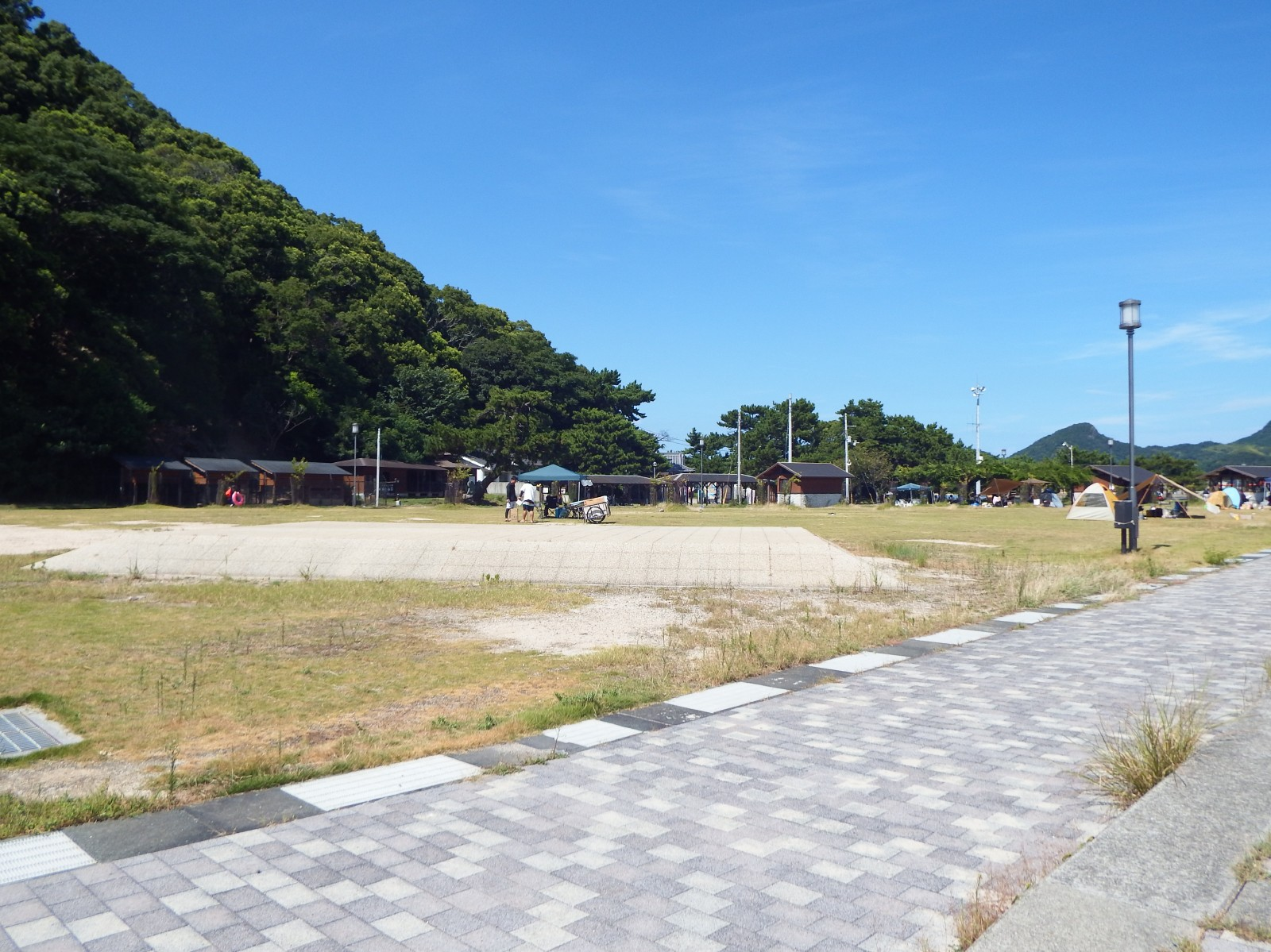
キャンプ場
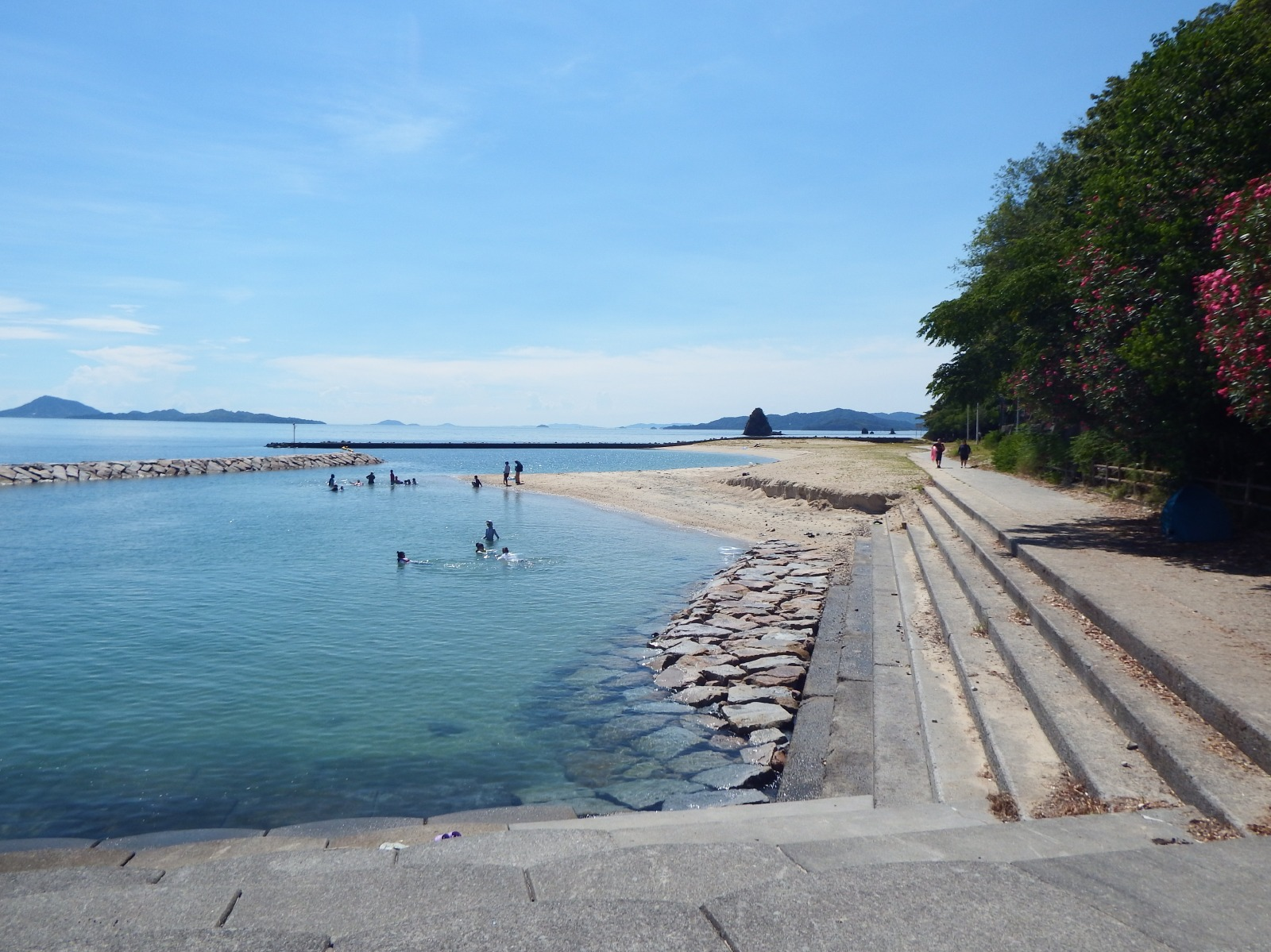
海水浴場
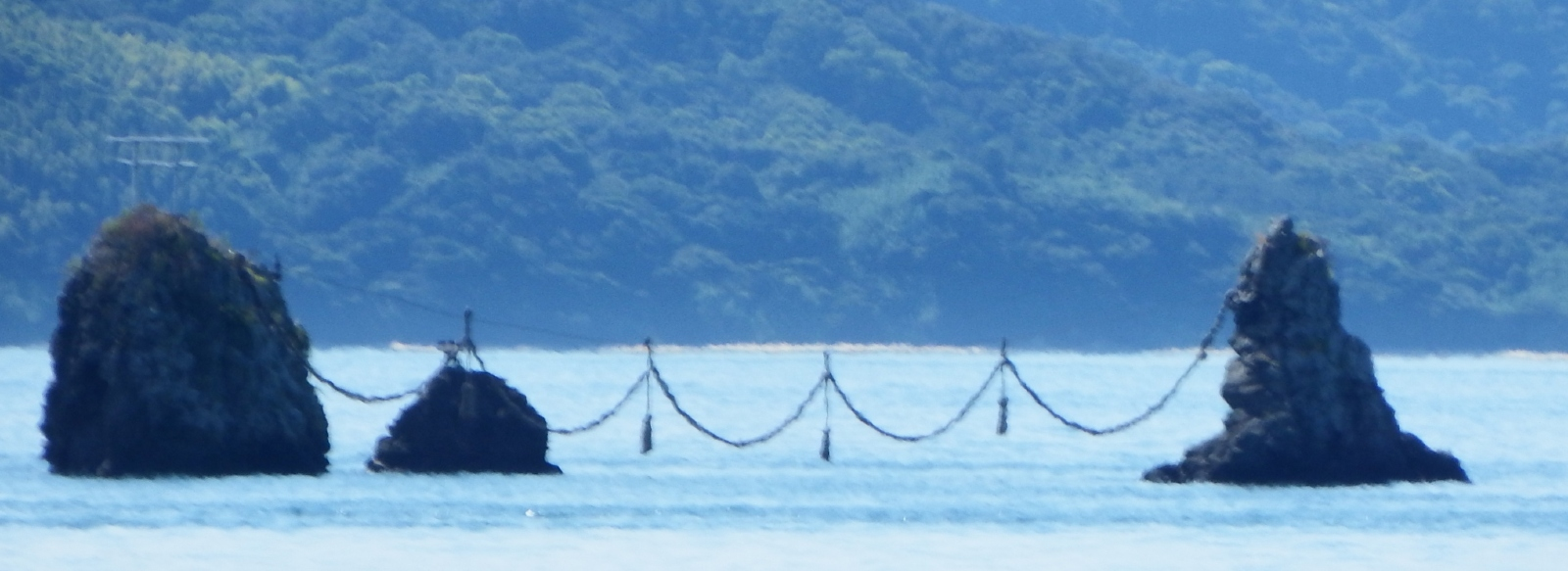
伊予の二見
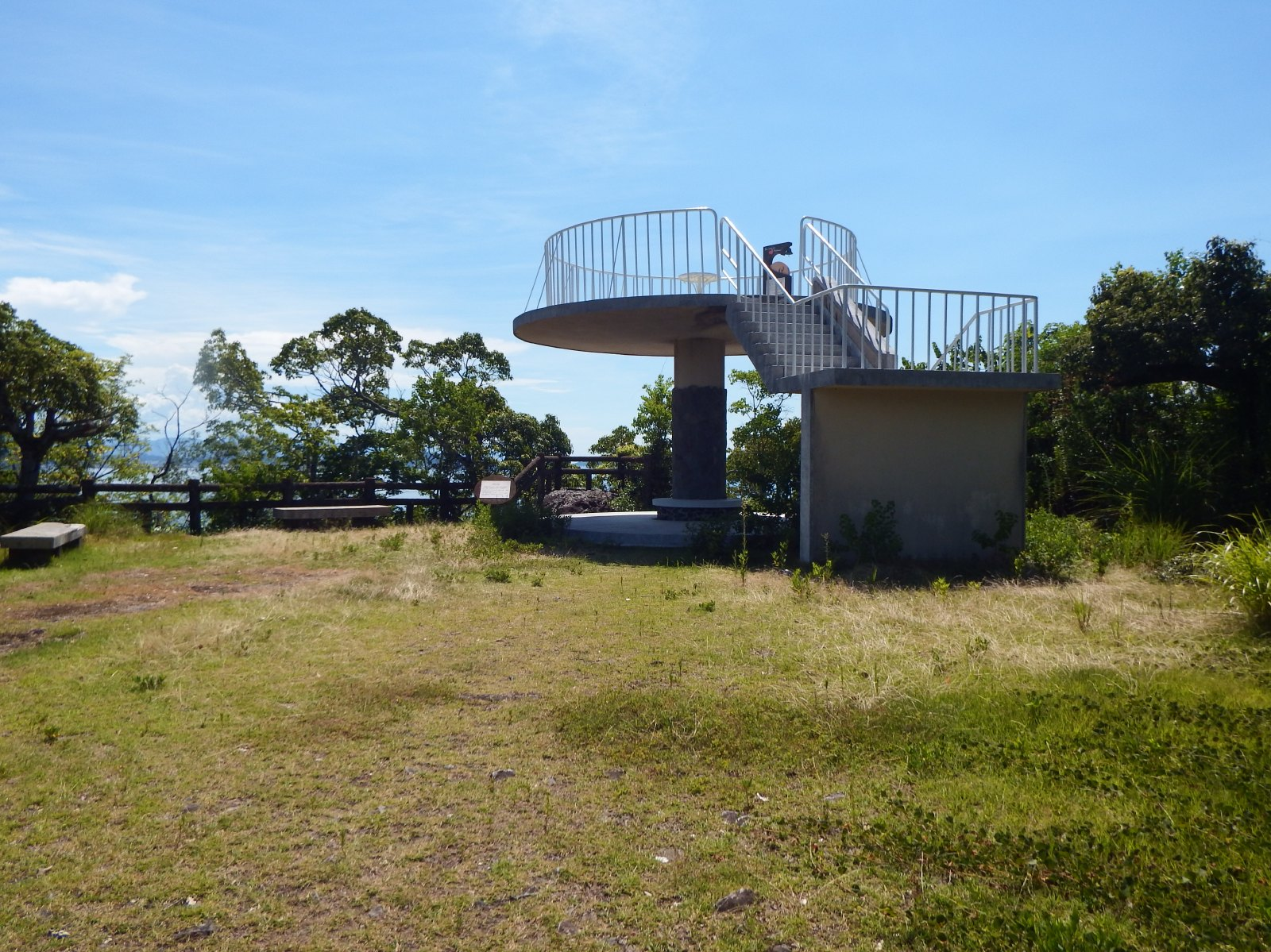
山頂展望台
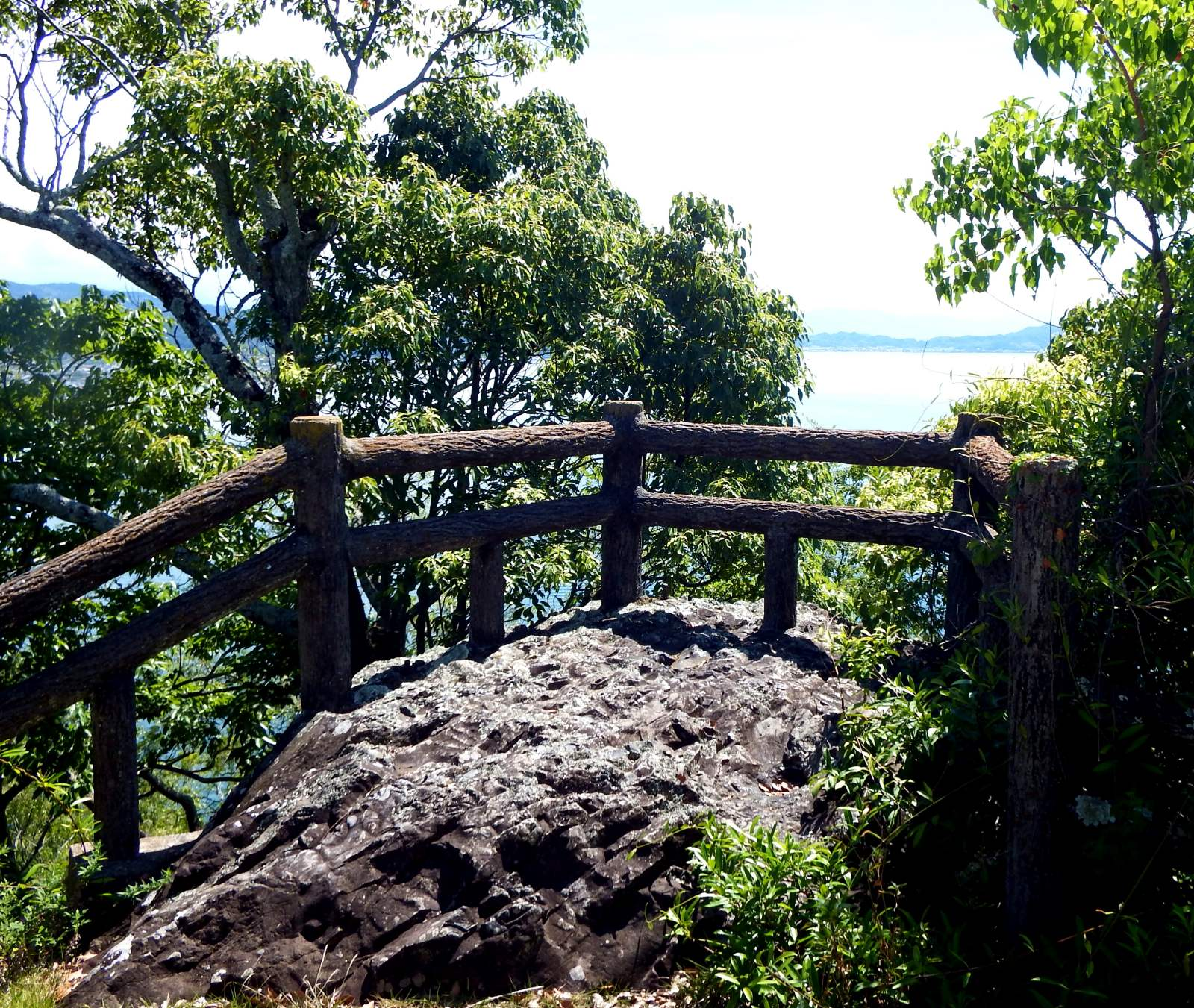
御野立の巌
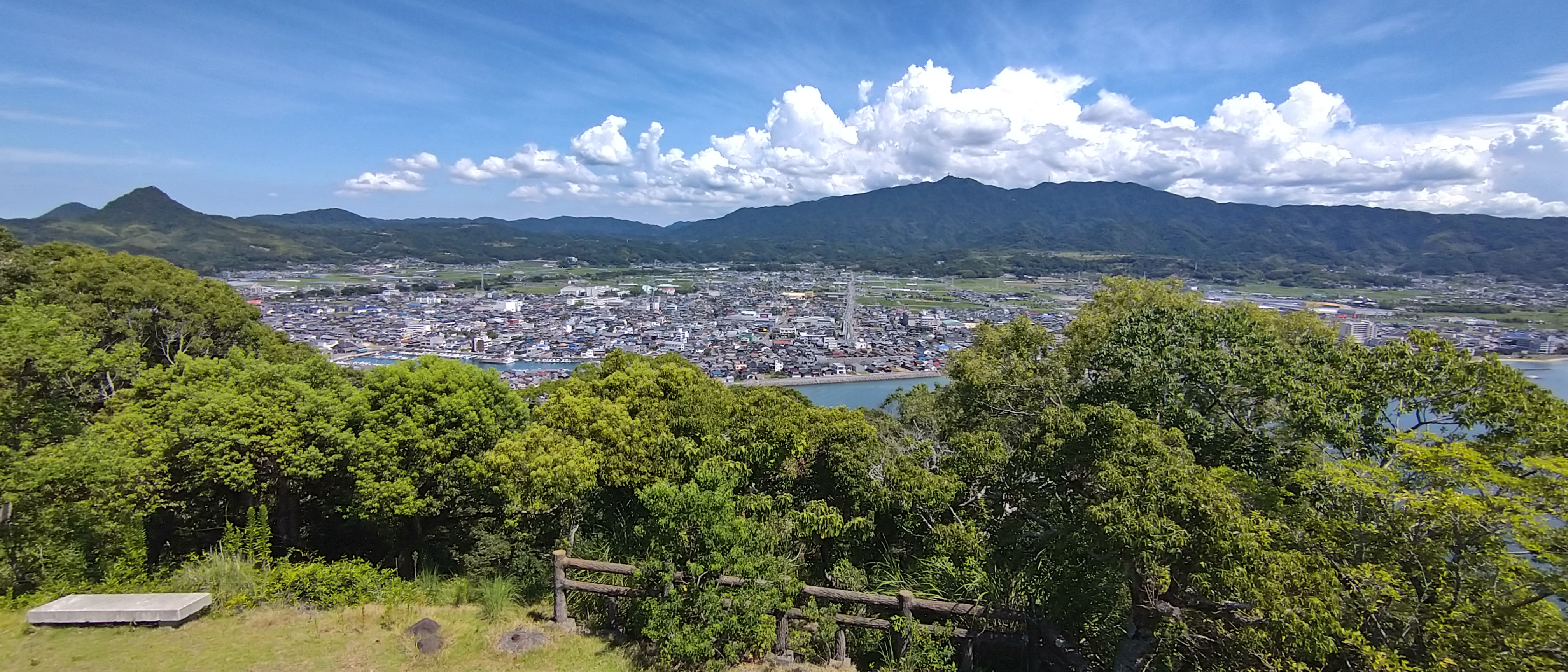
山頂展望台より南
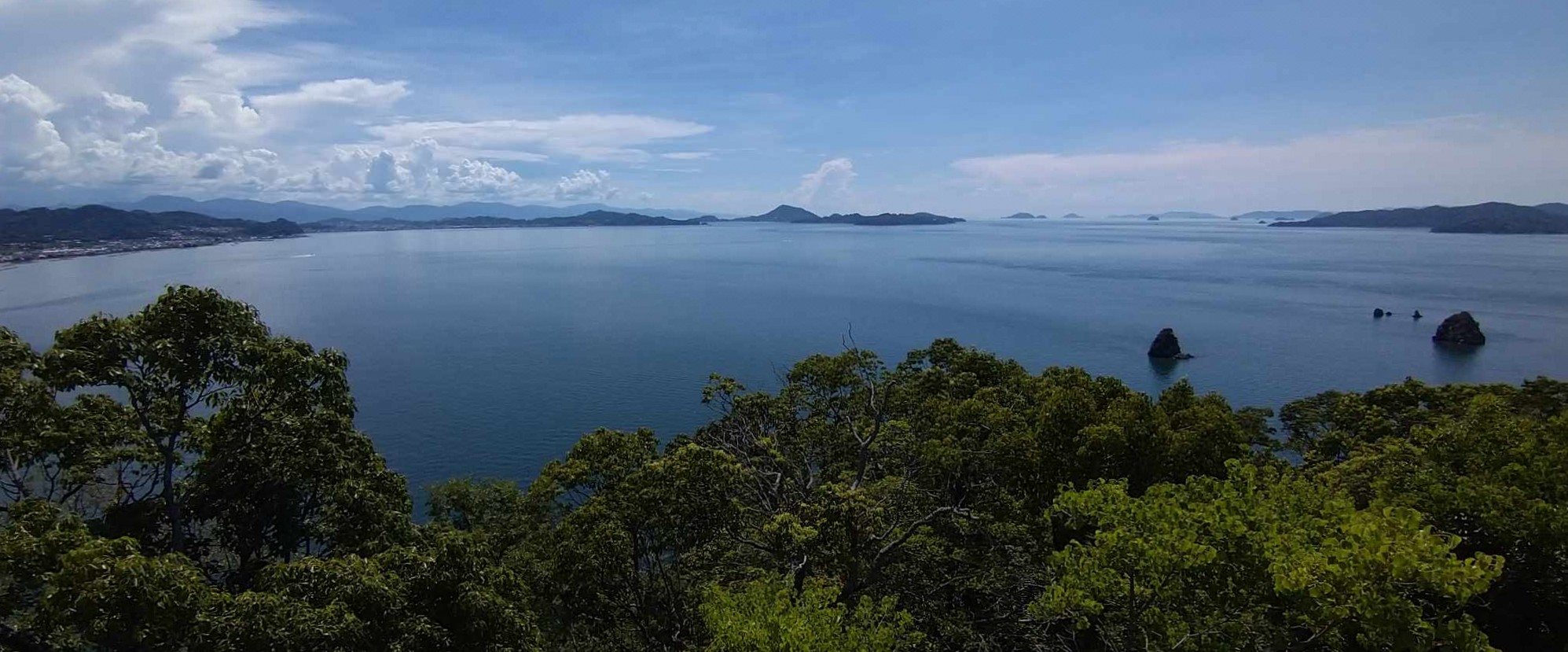
山頂展望台より西
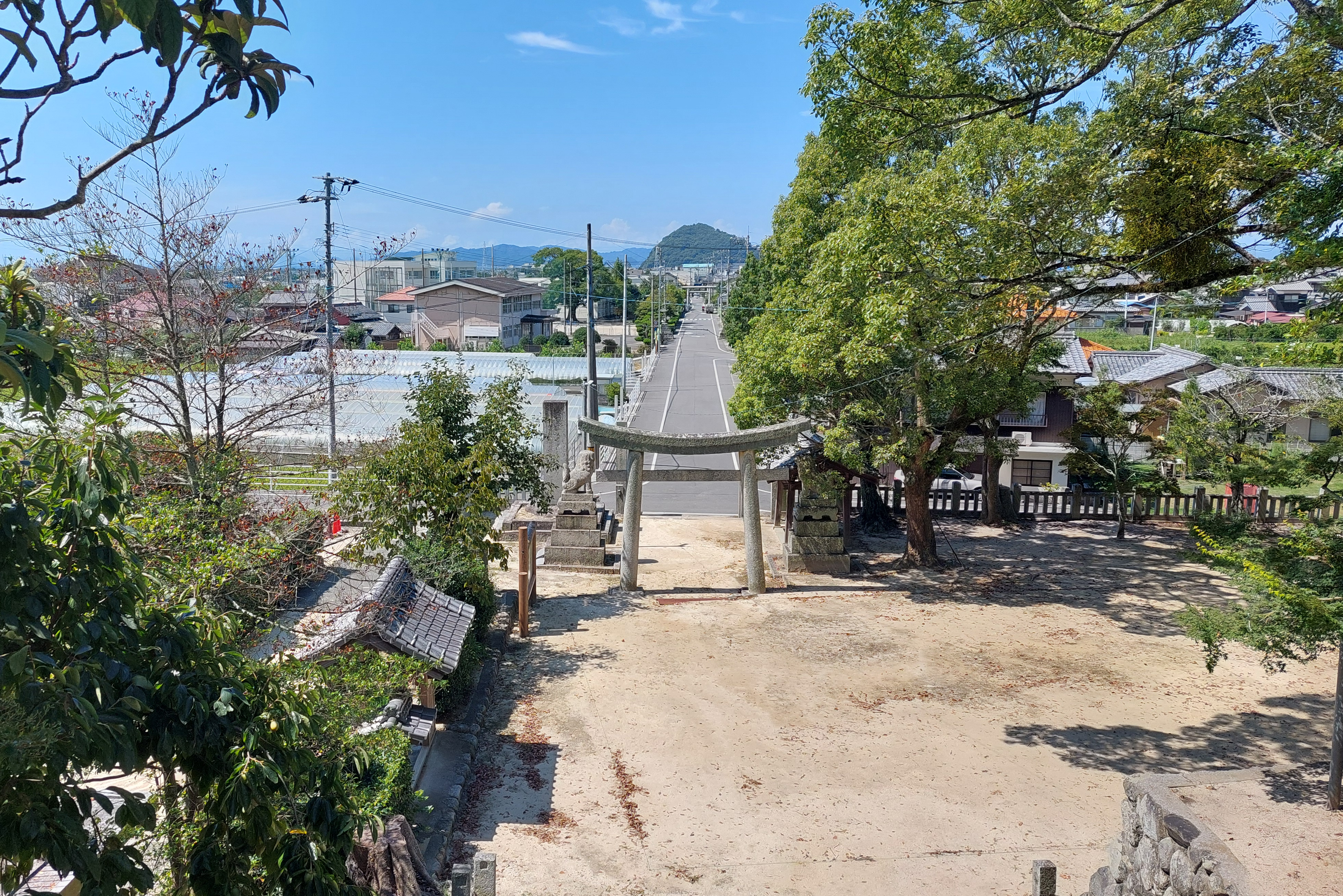
國津比古命神社からの遠景

## 交通
- 松山市北条地区（旧・北条市）の北条港から旅客船「鹿島公園渡船」が運航されている。この渡船の船内放送は友近（松山市出身）がナレーションを務める。北条側渡船乗り場に駐車場（57台）大型駐車可もある。渡船乗り場(鹿島港)では、リヤカーを無料で借りることができる。

7時から17時：4月～10月は20分毎、11月～3月は30分毎。18時から20時：30分毎。以後は季節曜日で変動あり。
- 最寄り駅はJR予讃線 伊予北条駅（特急が一部停車）。 徒歩15分で北条港。